# Полизел Афинский
Полизел Афинский (др.-греч. Πολύζηλος ο Αθηναίος) — греческий комедиограф V века до н. э.
Один из последних авторов Древней аттической комедии, также занимающий переходное положение между Древней и Средней комедиями.
Четыре раза побеждал на Ленеях; возможно, одержал победу и на Дионисиях, после 402 до н. э., когда победителем был Кефисодор. Суда приводит названия нескольких комедий Полизела: «Умывальник» (Νίπτρα), «Демо-Тиндарей» (Δημοτυνδάρεως), «Рождение Диониса» (Διονυσίου γοναί), «Рождение Муз (Μουσών γοναί)», «Рождение Афродиты» (Αφροδίτης γοναί), к которым императрица Евдокия добавляет «Рождение Ареса» (Άρεως γοναί). Фрагменты изданы Августом Мейнеке в 1839—1840 годах (Fragmenta comicorum graecorum. I, pp. 260—261, II, pp. 867—872).
В «Демо-Тиндарее», вероятно, пародировался миф о воскрешении спартанского царя, а согласно схолиям к Лукиану, там фигурировал лидер афинских демократов Гипербол. Предположительно, эта комедия была поставлена около 402 до н. э., после свержения Тирании тридцати.